# 硼化钽

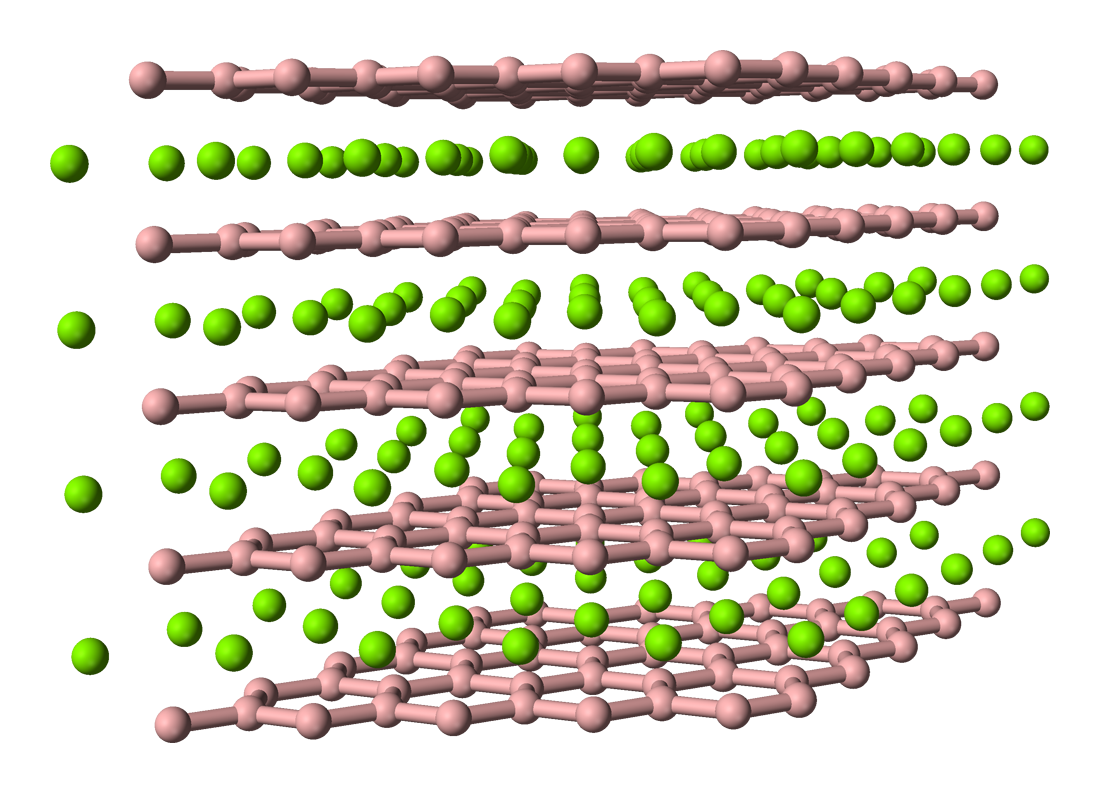
TaB_{2}的结构

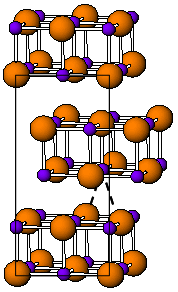
TaB的结构

硼化钽（化学式：TaB，TaB2）是钽和硼组成的化合物，它的硬度极高。

## 性质
TaB和TaB2薄片和晶体的维氏硬度为30GPa。 在700℃以下时，这些物质很耐氧化和酸腐蚀，性质是稳定的。
TaB2与大多数二硼化物（AlB2, MgB2等）具有相同的六方形结构。 这些硼化物具有以下分类空间：TaB（正交晶系，碘化亚铊型，CMCM），Ta5B6 （Cmmm）, Ta3B4 （Immm）, TaB2 （六方晶系, 二硼化铝型，P6/mmm）。

## 制取
采用区域熔炼法可制得TaB，Ta5B6，Ta3B4或TaB2单晶（直径约1cm，长度约6cm）。
使用TaCl5-BCl3-H2-Ar混合气体在540~800°C范围内时沉积硼化钽薄片。在源气流量比（BCl3/TaCl5）为6，温度在600°C以上时沉积TaB2（单晶）。在BCl3/TaCl5 = 2/4 ，温度在600-700°C时沉积TaB（单晶）。
以NaBH4和Ta2O5为原料，在700~900°C下，摩尔质量比M:B为1:4时，在氩气中还原30分钟，就可以合成TaB2。
Ta2O5 + 6.5 NaBH4 → 2 TaB2 + 4 Na(g,l) + 2.5 NaBO2+ 13 H2(g)